# Merindad de Pamplona
La merindad de Pamplona o merindad de la Montaña (en euskera: Iruñeko Merindadea o Mendialdeko Merindadea) es una de las cinco merindades en que históricamente se ha dividido la Comunidad Foral de Navarra (España) y cuya cabeza de merindad es la ciudad de Pamplona. Su término coincide con el partido judicial homónimo, excepto por el municipio de Burlada, que pertenece a la merindad de Sangüesa y desde 1988 forma parte del partido judicial de Pamplona. La merindad engloba a 85 municipios y 6 facerías teniendo una superficie total de 2438,2 km². Su población en 2010 fue de 347 807 habitantes (INE). 

## Geografía física

### Situación
La merindad se encuentra situada en el noroeste de la Comunidad Foral de Navarra dentro la región geográfica de la Montaña de Navarra aunque una parte al sur está dentro de la Zona Media de Navarra. 
Limita al norte con Francia (departamento de Pirineos Atlánticos), al este con las merindades de Sangüesa y Olite, al sur con esta última y la de Estella y al oeste con las provincias de Álava y Guipúzcoa ambas en la comunidad autónoma del País Vasco.

### Clima
Dentro de la merindad se podrían distinguir tres zonas climatológicas. 
La oceánica que cubre la mayor parte del territorio y se caracteriza por tener abundantes precipitaciones repartidas de forma regular a lo largo del año y unas temperaturas bastante moderadas con veranos relativamente suaves e inviernos frescos. 
La parte del nordeste tiene clima de montaña, caracterizado por tener precipitaciones abundantes que son en forma de nieve en las zonas más altas, inviernos largos y fríos y veranos cortos, secos y luminosos. 
La parte más meridional se encuentra dentro de la zona de transición y se caracteriza por tener temperaturas más extremas y altas precipitaciones, aunque algo menos regulares que en las otras zonas.

### Flora y fauna
La mayor parte de la merindad se encuentra dentro de la provincia botánica submediterránea y sus bosques están poblados principalmente por robles de hoja pequeña y quejigos. Otra parte está dentro de la provincia atlántica en la que predominan las hayas. A esta parte pertenecen las partes altas de las laderas montañosas expuestas al oeste y noroeste y parte más meridional pertenece a la región mediterránea donde predominan las encinas.

## Demografía

### Evolución de la población
| Gráfica de evolución demográfica de Merindad de Pamplona entre 2003 y 2014 |
|                                                                            |
| Población según los padrones municipales publicados por el INE             |

## Política y administración

### Administraciones locales

#### Municipios
La merindad de Pamplona está formada por 85 municipios que son: Adiós, Alsasua, Ansoáin, Anué, Añorbe, Araiz, Araquil, Arano, Arantza, Arbizu, Areso, Arruazu, Atez, Bacáicoa, Barañáin, Basaburúa Mayor, Baztán, Beinza-Labayen, Belascoáin, Vera de Bidasoa, Beriáin, Berrioplano, Berriozar, Bértiz-Arana, Betelu, Biurrun-Olcoz, Cendea de Olza, Ciriza, Cizur, Donamaría, Santesteban, Echarri, Elgorriaga, Enériz, Eratsun, Ergoyena, Echalar, Echarri-Aranaz, Echauri, Ezcabarte, Ezcurra, Galar, Goizueta, Huarte-Araquil, Imoz, Irañeta, Irurzun, Ituren, Iturmendi, Iza, Juslapeña, Lacunza, Lanz, Larráun, Legarda, Leiza, Lecumberri, Lesaca, Muruzábal, Obanos, Odieta, Oiz, Oláibar, Olazagutía, Ollo, Orcoyen, Pamplona, Puente la Reina, Saldías, Sumbilla, Tirapu, Úcar, Ulzama, Urdax, Urdiáin, Urroz de Santesteban, Uterga, Vidaurreta, Villava, Yanci, Zabalza, Ciordia, Zizur Mayor, Zubieta y Zugarramurdi.

### Administración judicial
El territorio de la merindad de Pamplona conforma el partido judicial homónimo con la única diferencia de incluir el municipio de Burlada desde 1989 el cual pertenece a la Merindad de Sangüesa.
Cuenta con siete Juzgados de Primera Instancia, cuatro Juzgados de Instrucción, tres Juzgados de lo Penal, un Juzgado de Menores, tres Juzgados de lo Contencioso-Administrativo y tres Juzgados de lo Social.

## Localidades de la merindad
Seguidamente se relatan por orden alfabético los distintos municipios, concejos y otros lugares de la Merindad de Pamplona.
| Nombre                       | Nombre oficial               | Municipio            | Categoría       | Población 2014 |
| ---------------------------- | ---------------------------- | -------------------- | --------------- | -------------- |
| Adériz                       | Adériz                       | Ezcabarte            | Caserío         | 7              |
| Adiós                        | Adiós                        | Adiós                | Lugar           | 170            |
| Aguinaga de Iza              | Aguinaga                     | Iza                  | Concejo         | 1131           |
| Aincialde                    | Aintzialde                   | Baztán               | Barrio          | 50             |
| Aitasamegui                  | Aitasenegi                   | Goizueta             | Barrio          | 68             |
| Aizano                       | Aitzano                      | Baztán               | Barrio          | 33             |
| Aizároz                      | Aizarotz                     | Basaburúa Mayor      | Lugar           | 185            |
| Aizcorbe                     | Aizkorbe                     | Araquil              | Lugar           | 16             |
| Aizoáin                      | Aizoáin/Aitzoain             | Berrioplano          | Concejo         | 489            |
| Albiasu                      | Albiasu                      | Larráun              | Concejo         | 18             |
| Alcoz                        | Alkotz                       | Ulzama               | Concejo         | 191            |
| Aldaba                       | Aldaba                       | Iza                  | Concejo         | 69             |
| Aldaz                        | Aldaz                        | Iza                  | Caserío         | 1              |
| Aldaz                        | Aldatz                       | Larráun              | Concejo         | 130            |
| Alcayaga                     | Alkaiaga                     | Lesaca               | Barrio          | 201            |
| Alcanzuriáin                 | Alkainzuriain                | Goizueta             | Barrio          | 24             |
| Alcasoaldea                  | Alkasoaldea                  | Goizueta             | Barrio          | 43             |
| Almándoz                     | Almandoz                     | Baztán               | Lugar           | 198            |
| Alquerdi                     | Alkerdi                      | Urdax                | Barrio          | 85             |
| Alsasua                      | Altsasu/Alsasua              | Alsasua              | Villa           | 7612           |
| Alli                         | Alli                         | Larráun              | Concejo         | 35             |
| Amaláin                      | Amalain/Amaláin              | Atez                 | Caserío         | 0              |
| Ameztia                      | Ameztia                      | Ituren               | Barrio          | 23             |
| Ameztia                      | Ameztia                      | Zubieta              | Barrio          | 5              |
| Amurguin                     | Amurgin                      | Huarte-Araquil       | Caseríos        | 19             |
| Aniz                         | Aniz                         | Baztán               | Lugar           | 75             |
| Anocíbar                     | Anocíbar                     | Odieta               | Concejo         | 34             |
| Anoz                         | Anotz                        | Ollo                 | Concejo         | 27             |
| Anoz                         | Anoz                         | Ezcabarte            | Lugar           | 5              |
| Ansoáin                      | Ansoáin <> Antsoain          | Ansoáin              | Lugar           | 10 861         |
| Anzamborda                   | Antzanborda                  | Baztán               | Barrio          | 72             |
| Añézcar                      | Añézcar                      | Berrioplano          | Concejo         | 200            |
| Añorbe                       | Añorbe                       | Añorbe               | Lugar           | 557            |
| Apayoa                       | Apaioa                       | Baztán               | Barrio          | 37             |
| Aranaz                       | Arantza                      | Aranaz               | Villa           | 349            |
| Arano                        | Arano                        | Arano                | Villa           | 111            |
| Arazuri                      | Arazuri                      | Cendea de Olza       | Concejo         | 378            |
| Arbizu                       | Arbizu                       | Arbizu               | Villa           | 1117           |
| Areso                        | Areso                        | Areso                | Villa           | 266            |
| Arístregui                   | Arístregui                   | Juslapeña            | Concejo         | 25             |
| Áriz                         | Ariz                         | Iza                  | Concejo         | 21             |
| Arizcun                      | Arizkun                      | Baztán               | Pueblo          | 353            |
| Aríztegui                    | Ariztegi                     | Baztán               | Barrio          | 49             |
| Arizu                        | Aritzu                       | Anué                 | Concejo         | 45             |
| Arquisquil                   | Arkiskil                     | Leiza                | Barrio          | 105            |
| Arlegui                      | Arlegui                      | Galar                | Concejo         | 72             |
| Aróstegui                    | Aroztegi/Aróstegui           | Atez                 | Concejo         | 39             |
| Arozteguía                   | Aroztegia                    | Baztán               | Barrio          | 15             |
| Arraiza                      | Arraiza                      | Zabalza              | Concejo         | 101            |
| Arraiz-Orquín                | Arraitz-Orkin                | Ulzama               | Concejo         | 199            |
| Arrarás                      | Arrarats                     | Basaburúa Mayor      | Concejo         | 56             |
| Arráyoz                      | Arraioz                      | Baztán               | Pueblo          | 167            |
| Arre                         | Arre                         | Ezcabarte            | Lugar           | 1069           |
| Arriba                       | Arribe                       | Araiz                | Lugar           | 126            |
| Arribiltoa                   | Arribiltoa                   | Baztán               | Barrio          | 25             |
| Arruazu                      | Arruazu                      | Arruazu              | Villa           | 111            |
| Arrúiz                       | Arruitz                      | Larráun              | Concejo         | 102            |
| Artázcoz                     | Artázcoz                     | Cendea de Olza       | Concejo         | 23             |
| Arteta                       | Arteta                       | Ollo                 | Concejo         | 33             |
| Artica                       | Artica/Artika                | Berrioplano          | Concejo         | 4045           |
| Articuza                     | Artikutza                    | Goizueta             | Barrio          | 3              |
| Asiáin                       | Asiáin                       | Cendea de Olza       | Concejo         | 157            |
| Astiz                        | Astitz                       | Larráun              | Concejo         | 35             |
| Astráin                      | Astráin                      | Cizur                | Concejo         | 358            |
| Atallo                       | Atallu                       | Araiz                | Lugar           | 121            |
| Atondo                       | Atondo                       | Iza                  | Concejo         | 33             |
| Aurquidi                     | Aurkidi                      | Zubieta              | Barrio          | 3              |
| Aurtiz                       | Aurtitz                      | Ituren               | Barrio          | 134            |
| Auza                         | Auza                         | Ulzama               | Concejo         | 165            |
| Auzoberri                    | Auzoberri                    | Lesaca               | Barrio          | 25             |
| Ayenas                       | Aientsa                      | Aranaz               | Caseríos        | 60             |
| Azcárate                     | Azkarate                     | Araiz                | Concejo         | 93             |
| Azcota                       | Azkota                       | Zubieta              | Barrio          | 6              |
| Azoz                         | Azoz/Azotz                   | Ezcabarte            | Concejo         | 150            |
| Azpilcueta                   | Azpilkueta                   | Baztán               | Pueblo          | 60             |
| Azpíroz                      | Azpirotz                     | Larráun              | Lugar           | 53             |
| Azquilarrea                  | Azkilarrea                   | Aranaz               | Caseríos        | 66             |
| Bacáicoa                     | Bakaiku                      | Bacáicoa             | Lugar           | 336            |
| Ballariáin                   | Ballariain                   | Berrioplano          | Concejo         | 19             |
| Baráibar                     | Baraibar                     | Larráun              | Concejo         | 75             |
| Barañáin                     | Barañáin/Barañain            | Barañáin             | Lugar           | 20 458         |
| Barbatáin                    | Barbatáin                    | Galar                | Caserío         | 19             |
| Basongaiz                    | Basongaiz                    | Legarda              | Caserío         | 3              |
| Bearzun                      | Beartzun                     | Baztán               | Barrio          | 54             |
| Beasoain                     | Beasoain                     | Ollo                 | Lugar           | 17             |
| Beinza-Labayen               | Beintza-Labaien              | Beinza-Labayen       | Villa           | 234            |
| Belascoáin                   | Belascoáin                   | Belascoáin           | Lugar           | 124            |
| Belzunce                     | Belzunce                     | Juslapeña            | Lugar           | 65             |
| Beorburu                     | Beorburu                     | Juslapeña            | Concejo         | 34             |
| Beráiz                       | Beraiz                       | Oláibar              | Lugar           | 4              |
| Beramendi                    | Beramendi                    | Basaburúa Mayor      | Lugar           | 24             |
| Berasáin                     | Beratsain/Berasáin           | Atez                 | Lugar           | 25             |
| Beriáin                      | Beriáin                      | Beriáin              | Lugar           | 3874           |
| Berrioplano                  | Berrioplano/Berriobeiti      | Berrioplano          | Concejo         | 651            |
| Berriosuso                   | Berriosuso/Berriogoiti       | Berrioplano          | Concejo         | 814            |
| Berriozar                    | Berriozar                    | Berriozar            | Lugar           | 9625           |
| Berrizáun                    | Berrizaun                    | Yanci                | Barrio          | 66             |
| Berro                        | Berro                        | Baztán               | Barrio          | 56             |
| Berroeta                     | Berroeta                     | Baztán               | Lugar           | 132            |
| Beruete                      | Beruete                      | Basaburúa Mayor      | Concejo         | 149            |
| Betelu                       | Betelu                       | Betelu               | Villa           | 332            |
| Beunza                       | Beuntza/Beunza               | Atez                 | Lugar           | 60             |
| Beunza-Larrea                | Beuntza-Larrea/Beunza-Larrea | Atez                 | Caserío         | 1              |
| Biurrana                     | Biurrana                     | Lesaca               | Barrio          | 31             |
| Biurrun                      | Biurrun                      | Biurrun-Olcoz        | Lugar           | 179            |
| Bordalarrea                  | Bordalarrea                  | Aranaz               | Caseríos        | 40             |
| Bozate                       | Bozate                       | Baztán               | Barrio          | 96             |
| Burutáin                     | Burutain                     | Anué                 | Concejo         | 82             |
| Catazpegui                   | Katazpegi                    | Lesaca               | Barrio          | 57             |
| Caule                        | Kaule                        | Vera de Bidasoa      | Barrio          | 51             |
| Ceberia                      | Zeberi                       | Bértiz-Arana         | Barrio          | 3              |
| Cenoz                        | Zenotz                       | Ulzama               | Concejo         | 49             |
| Cía                          | Zia                          | Iza                  | Concejo         | 39             |
| Cía                          | Zia                          | Vera de Bidasoa      | Barrio          | 166            |
| Ciáurriz                     | Ciáurriz                     | Odieta               | Concejo         | 69             |
| Ciga                         | Ziga                         | Baztán               | Pueblo          | 149            |
| Ciganda                      | Ziganda/Ciganda              | Atez                 | Concejo         | 24             |
| Cigaurre                     | Zigaurre                     | Baztán               | Barrio          | 45             |
| Cildoz                       | Zildotz-Cildoz               | Ezcabarte            | Concejo         | 60             |
| Ciordia                      | Ziordia                      | Ciordia              | Lugar           | 380            |
| Ciriza                       | Ciriza                       | Ciriza               | Lugar           | 123            |
| Cizur Menor                  | Cizur Menor                  | Cizur                | Concejo         | 2402           |
| Cordavilla                   | Cordovilla                   | Galar                | Concejo         | 578            |
| Dancharinea                  | Dantxarinea                  | Urdax                | Barrio          | 45             |
| Donamaría                    | Donamaria                    | Donamaría            | Lugar           | 336            |
| Dornacu                      | Dornaku                      | Vera de Bidasoa      | Barrio          | 24             |
| Ecay                         | Ekai                         | Araquil              | Concejo         | 31             |
| Echaide                      | Etxaide                      | Anué                 | Caserío         | 2              |
| Echaide                      | Etxaide                      | Baztán               | Barrio          | 20             |
| Echalar                      | Etxalar                      | Echalar              | Villa           | 531            |
| Echalecu                     | Etxaleku                     | Imoz                 | Concejo         | 114            |
| Echarren                     | Etxarren                     | Araquil              | Concejo         | 153            |
| Echarri                      | Echarri/Etxarri              | Echarri              | Lugar           | 78             |
| Echarri                      | Etxarri                      | Larráun              | Concejo         | 74             |
| Echarri-Aranaz               | Etxarri-Aranatz              | Echarri-Aranaz       | Villa           | 2451           |
| Echerri                      | Etxerri                      | Baztán               | Barrio          | 49             |
| Echeverri                    | Etxeberri                    | Araquil              | Concejo         | 57             |
| Egozcue                      | Egozkue                      | Anué                 | Concejo         | 26             |
| Eguaras                      | Eguarats/Eguaras             | Atez                 | Lugar           | 32             |
| Eguiarreta                   | Egiarreta                    | Araquil              | Concejo         | 71             |
| Eguíllor                     | Egillor/Eguíllor             | Atez                 | Caserío         | 11             |
| Eguíllor                     | Egíllor/Egillor              | Ollo                 | Lugar           | 87             |
| Eguzquialdea                 | Eguzkialdea                  | Aranaz               | Caseríos        | 114            |
| Elcarte                      | Elcarte                      | Berrioplano          | Concejo         | 20             |
| Elgorriaga                   | Elgorriaga                   | Elgorriaga           | Lugar           | 226            |
| Elío                         | Elío                         | Ciriza               | Caserío         | 0              |
| Elizondo                     | Elizondo                     | Baztán               | Pueblo          | 3194           |
| Elso                         | Eltso                        | Ulzama               | Concejo         | 64             |
| Elusta                       | Elusta                       | Yanci                | Barrio          | 32             |
| Elvetea                      | Elbete                       | Baztán               | Lugar           | 284            |
| Elzaburu                     | Eltzaburu                    | Ulzama               | Concejo         | 155            |
| Elzaurdia                    | Xantelerreka/Elzaurdia       | Vera de Bidasoa      | Barrio          | 102            |
| Endara                       | Endara                       | Lesaca               | Barrio          | 18             |
| Endarlaza                    | Endarlatsa                   | Lesaca               | Barrio          | 0              |
| Endériz                      | Endériz                      | Oláibar              | Concejo         | 102            |
| Enériz                       | Enériz                       | Enériz               | Lugar           | 334            |
| Eraso                        | Eraso                        | Imoz                 | Concejo         | 44             |
| Erasote                      | Erasote                      | Leiza                | Barrio          | 47             |
| Erasun                       | Eratsun                      | Erasun               | Lugar           | 160            |
| Erice                        | Eritzegoiti/Erice            | Atez                 | Lugar           | 21             |
| Erice                        | Erice                        | Iza                  | Concejo         | 53             |
| Eriete                       | Eriete                       | Cizur                | Lugar           | 1              |
| Errazquin                    | Errazkin                     | Larráun              | Lugar           | 77             |
| Errazu                       | Erratzu                      | Baztán               | Pueblo          | 376            |
| Erreca                       | Erreka                       | Leiza                | Barrio          | 45             |
| Erroz                        | Errotz                       | Araquil              | Concejo         | 70             |
| Erviti                       | Erbiti                       | Basaburúa Mayor      | Lugar           | 36             |
| Esáin                        | Etsain                       | Anué                 | Concejo         | 37             |
| Esparza de Galar             | Esparza de Galar             | Galar                | Concejo         | 321            |
| Espildealdea                 | Espidealdea                  | Goizueta             | Barrio          | 44             |
| Esquíroz                     | Esquíroz                     | Galar                | Concejo         | 383            |
| Estación Biurrun-Campanas    | Estación Biurrun-Campanas    | Biurrun-Olcoz        | Barrio Estación | 3              |
| Echauri                      | Etxauri                      | Echauri              | Lugar           | 575            |
| Eusa                         | Eusa                         | Ezcabarte            | Concejo         | 54             |
| Ezcaba                       | Ezcaba                       | Ezcabarte            | Lugar           | 7              |
| Ezcurra                      | Ezkurra                      | Ezcurra              | Villa           | 152            |
| Frain                        | Frain                        | Lesaca               | Barrio          | 116            |
| Frain                        | Frain                        | Yanci                | Barrio          | 51             |
| Fundación Ondarra            | Fundación Ondarra            | Biurrun-Olcoz        | Colonia escolar | 0              |
| Gaínza                       | Gaintza                      | Araiz                | Concejo         | 66             |
| Galar                        | Galar                        | Galar                | Concejo         | 125            |
| Garaitarreta                 | Garaitarreta                 | Vera de Bidasoa      | Barrio          | 94             |
| Garciriáin                   | Garciriáin/Gartziriain       | Juslapeña            | Concejo         | 35             |
| Garrués                      | Garrués                      | Ezcabarte            | Lugar           | 7              |
| Garzáin                      | Gartzain                     | Baztán               | Pueblo          | 84             |
| Garzarón                     | Gartzaron                    | Basaburúa Mayor      | Concejo         | 76             |
| Gascue                       | Gascue                       | Odieta               | Concejo         | 50             |
| Gazólaz                      | Gazólaz                      | Cizur                | Concejo         | 136            |
| Gaztelu                      | Gaztelu                      | Donamaría            | Lugar           | 120            |
| Goizueta                     | Goizueta                     | Goizueta             | Villa           | 553            |
| Goldáraz                     | Goldaratz                    | Imoz                 | Concejo         | 35             |
| Gorostapolo                  | Gorostapolo                  | Baztán               | Barrio          | 46             |
| Gorosurreta                  | Gorosurreta                  | Echalar              | Barrio          | 27             |
| Gorriti                      | Gorriti                      | Larráun              | Concejo         | 87             |
| Gorriztarán                  | Gorriztaran                  | Leiza                | Barrio          | 158            |
| Gorronz-Olano                | Gorrontz-Olano               | Ulzama               | Concejo         | 29             |
| Guelbenzu                    | Guelbenzu                    | Odieta               | Concejo         | 33             |
| Guenduláin                   | Guenduláin                   | Cizur                | Lugar           | 0              |
| Gerendiain                   | Gerendiain                   | Ulzama               | Concejo         | 109            |
| Gulina                       | Gulina                       | Iza                  | Concejo         | 53             |
| Huarte                       | Uharte                       | Baztán               | Barrio          | 28             |
| Huarte-Araquil               | Uharte-Arakil                | Huarte-Araquil       | Villa           | 819            |
| Huici                        | Uitzi                        | Larráun              | Concejo         | 122            |
| Ibero                        | Ibero                        | Cendea de Olza       | Concejo         | 210            |
| Ichaso                       | Itsaso                       | Basaburúa Mayor      | Concejo         | 60             |
| Ichasperri                   | Itsasperri                   | Araquil              | Lugar           | 0              |
| Igoa                         | Igoa                         | Basaburúa Mayor      | Concejo         | 81             |
| Ilarregui                    | Ilarregi                     | Ulzama               | Concejo         | 55             |
| Ilzarbe                      | Iltzarbe                     | Ollo                 | Concejo         | 45             |
| Inza                         | Intza                        | Araiz                | Concejo         | 66             |
| Iñarbil                      | Iñarbil                      | Baztán               | Barrio          | 36             |
| Iráizoz                      | Iraizotz                     | Ulzama               | Concejo         | 251            |
| Irañeta                      | Irañeta                      | Irañeta              | Villa           | 171            |
| Iribas                       | Iribas                       | Larráun              | Concejo         | 39             |
| Iriberri                     | Hiriberri/Iriberri           | Atez                 | Caserío         | 4              |
| Irisarri                     | Irisarri                     | Yanci                | Barrio          | 24             |
| Irurita                      | Irurita                      | Baztán               | Lugar           | 829            |
| Irurzun                      | Irurtzun                     | Irurzun              | Lugar           | 2223           |
| Ituren                       | Ituren                       | Ituren               | Villa           | 308            |
| Iturmendi                    | Iturmendi                    | Iturmendi            | Lugar           | 392            |
| Iza                          | Iza                          | Iza                  | Concejo         | 141            |
| Izcue                        | Izcue                        | Cendea de Olza       | Concejo         | 71             |
| Izotzaldea                   | Izotzaldea                   | Lesaca               | Barrio          | 57             |
| Izu                          | Izu                          | Cendea de Olza       | Concejo         | 41             |
| Izurdiaga                    | Izurdiaga                    | Araquil              | Concejo         | 168            |
| Jaunsarás                    | Jauntsarats                  | Basaburúa Mayor      | Concejo         | 48             |
| Juarbe                       | Suarbe                       | Ulzama               | Concejo         | 44             |
| La Trinidad de Arre          | La Trinidad de Arre          | Ezcabarte            | Ermita          | 9              |
| Labaso                       | Labaso                       | Atez                 | Caserío         | 1              |
| Lacáin-Apezborro             | Lakain-Apezborro             | Echalar              | Barrio          | 48             |
| Lacunza                      | Lakuntza                     | Lacunza              | Villa           | 1262           |
| Landívar                     | Landibar                     | Urdax                | Barrio          | 66             |
| Lanz                         | Lantz                        | Lanz                 | Villa           | 149            |
| Larragueta                   | Larragueta                   | Berrioplano          | Concejo         | 88             |
| Larráin                      | Larráin                      | Adiós                | Caserío         | 0              |
| Larráinzar                   | Larraintzar                  | Ulzama               | Concejo         | 124            |
| Larrapil-Sarricu             | Larrapil-Sarriku             | Echalar              | Barrio          | 57             |
| Larraya                      | Larraya                      | Cizur                | Concejo         | 64             |
| Larráyoz                     | Larráyoz                     | Juslapeña            | Concejo         | 22             |
| Larumbe                      | Larunbe                      | Iza                  | Concejo         | 69             |
| Latasa                       | Latasa                       | Imoz                 | Concejo         | 83             |
| Latasa                       | Latasa                       | Odieta               | Concejo         | 24             |
| Lasaga                       | Latsaga                      | Ituren               | Barrio          | 60             |
| Latse                        | Latse                        | Arano                | Caseríos        | 0              |
| Leazcue                      | Leazkue                      | Anué                 | Concejo         | 14             |
| Lecumberri                   | Lekunberri                   | Lecumberri           | Lugar           | 1469           |
| Legarda                      | Legarda                      | Legarda              | Lugar           | 111            |
| Legasa                       | Legasa                       | Bértiz-Arana         | Lugar           | 247            |
| Leiza                        | Leitza                       | Leiza                | Villa           | 2498           |
| Lecároz                      | Lekaroz                      | Baztán               | Pueblo          | 235            |
| Leorlaz                      | Leorlaz                      | Urdax                | Barrio          | 96             |
| Lesaca                       | Lesaka                       | Lesaca               | Villa           | 1970           |
| Lete                         | Lete                         | Iza                  | Concejo         | 32             |
| Lezaeta                      | Lezaeta                      | Larráun              | Lugar           | 12             |
| Lizarraga                    | Lizarraga                    | Ergoyena             | Concejo         | 194            |
| Lizarragabengoa              | Lizarragabengoa              | Echarri-Aranaz       | Concejo         | 40             |
| Lizaso                       | Lizaso                       | Ulzama               | Concejo         | 161            |
| Lizasoáin                    | Lizasoáin                    | Cendea de Olza       | Concejo         | 81             |
| Locen                        | Lozen                        | Ulzama               | Caserío         | 10             |
| Loza                         | Loza/Lotza                   | Berrioplano          | Concejo         | 60             |
| Lurriztiederra               | Lurriztiederra               | Echalar              | Barrio          | 27             |
| Madaria                      | Madaria                      | Zugarramurdi         | Barrio          | 19             |
| Madoz                        | Madotz                       | Larráun              | Concejo         | 17             |
| Maquírriain                  | Makirriain                   | Ezcabarte            | Concejo         | 75             |
| Marcaláin                    | Marcaláin                    | Juslapeña            | Concejo         | 54             |
| Maya de Baztán               | Amaiur/Maya                  | Baztán               | Lugar           | 284            |
| Mendrasa                     | Mendrasa                     | Zubieta              | Barrio          | 18             |
| Mugaire                      | Mugairi                      | Baztán               | Barrio          | 158            |
| Muguiro                      | Mugiro                       | Larráun              | Concejo         | 70             |
| Murguindueta                 | Murgindueta                  | Araquil              | Lugar           | 5              |
| Muru-Astráin                 | Muru-Astráin                 | Cizur                | Concejo         | 67             |
| Muruzábal                    | Muruzábal                    | Muruzábal            | Villa           | 271            |
| Músquiz                      | Muskitz                      | Imoz                 | Concejo         | 36             |
| Navaz                        | Nabaz                        | Lesaca               | Barrio          | 129            |
| Narvarte                     | Narbarte                     | Bértiz-Arana         | Lugar           | 267            |
| Navaz                        | Navaz                        | Juslapeña            | Concejo         | 34             |
| Nuestras Señora de la Piedad | Piedadeko Gaina              | Yanci                | Ermita          | 77             |
| Nuin                         | Nuin                         | Juslapeña            | Concejo         | 47             |
| Obanos                       | Obanos                       | Obanos               | Villa           | 919            |
| Ochovi                       | Ochovi                       | Iza                  | Concejo         | 56             |
| Odériz                       | Oderitz                      | Larráun              | Concejo         | 56             |
| Ohárriz                      | Oharriz                      | Baztán               | Barrio          | 55             |
| Oiz                          | Oitz                         | Oiz                  | Lugar           | 140            |
| Ola                          | Ola                          | Basaburúa Mayor      | Barrio          | 16             |
| Olagüe                       | Olague                       | Anué                 | Concejo         | 223            |
| Oláiz                        | Olaiz                        | Oláibar              | Concejo         | 26             |
| Olave                        | Olave                        | Oláibar              | Concejo         | 73             |
| Olazagutía                   | Olazti/Olazagutía            | Olazagutía           | Lugar           | 1552           |
| Olaz-Subiza                  | Olaz-Subiza                  | Galar                | Concejo         | 29             |
| Olasur                       | Olazur                       | Zugarramurdi         | Barrio          | 23             |
| Olcoz                        | Olcoz                        | Biurrun-Olcoz        | Concejo         | 41             |
| Olza                         | Olza                         | Cendea de Olza       | Concejo         | 66             |
| Ollacarizqueta               | Ollacarizqueta/Ollakarizketa | Juslapeña            | Concejo         | 98             |
| Ollo                         | Ollo                         | Ollo                 | Concejo         | 51             |
| Ordériz                      | Ordériz                      | Iza                  | Lugar           | 0              |
| Ordoqui                      | Ordoki                       | Baztán               | Barrio          | 55             |
| Oricáin                      | Oricáin                      | Ezcabarte            | Concejo         | 120            |
| Orizqui                      | Orizki                       | Echalar              | Barrio          | 61             |
| Orcoyen                      | Orkoien                      | Orcoyen              | Lugar           | 3743           |
| Oronoz                       | Oronoz                       | Baztán               | Pueblo          | 236            |
| Oroquieta                    | Orokieta                     | Basaburúa Mayor      | Lugar           | 35             |
| Ororbia                      | Ororbia                      | Cendea de Olza       | Concejo         | 779            |
| Orrio                        | Orrio                        | Ezcabarte            | Concejo         | 60             |
| Osacáin                      | Osacáin                      | Oláibar              | Concejo         | 54             |
| Osácar                       | Osácar                       | Juslapeña            | Concejo         | 33             |
| Osavide                      | Osavide                      | Oláibar              | Caserío         | 13             |
| Oscoz                        | Oskotz                       | Imoz                 | Concejo         | 68             |
| Osinaga                      | Osinaga                      | Juslapeña            | Concejo         | 28             |
| Ostiz                        | Ostiz                        | Odieta               | Concejo         | 89             |
| Otazu                        | Otazu                        | Echauri              | Lugar           | 11             |
| Oteiza de Berrioplano        | Oteiza                       | Berrioplano          | Concejo         | 58             |
| Otsango Auzoa                | Otsango Auzoa                | Lesaca               | Barrio          | 60             |
| Oyeregui                     | Oieregi                      | Bértiz-Arana         | Lugar           | 59             |
| Pamplona                     | Pamplona <> Iruña            | Pamplona             | Ciudad          | 196 166        |
| Paternáin                    | Paternáin                    | Cizur                | Concejo         | 357            |
| Pertalas                     | Pertalats                    | Baztán               | Barrio          | 23             |
| Puente la Reina              | Puente la Reina <> Gares     | Puente la Reina      | Villa           | 2812           |
| Quinto Real                  | Quinto Real                  | Baztán               | Barrio          | 17             |
| Ripa                         | Ripa                         | Odieta               | Concejo         | 50             |
| Sagüés                       | Sagüés                       | Cizur                | Lugar           | 41             |
| Sakulu                       | Sakulu                       | Leiza                | Barrio          | 53             |
| Saldías                      | Saldías                      | Saldías              | Lugar           | 118            |
| Saldise                      | Saldise                      | Ollo                 | Lugar           | 27             |
| Salinas de Pamplona          | Salinas de Pamplona          | Galar                | Concejo         | 289            |
| San Miguel                   | San Migel                    | Huarte-Araquil       | Santuario       | 1              |
| Santa Leocadia               | Santalokadia                 | Bértiz-Arana         | Barrio          | 4              |
| Santesteban                  | Doneztebe/Santesteban        | Santesteban          | Villa           | 1644           |
| Sarasa                       | Sarasa                       | Iza                  | Concejo         | 132            |
| Sarasate                     | Sarasate                     | Iza                  | Concejo         | 32             |
| Sarecoa                      | Sarekoa                      | Zubieta              | Barrio          | 5              |
| Sarrola                      | Sarrola                      | Yanci                | Barrio          | 85             |
| Satrústegui                  | Satrustegi                   | Araquil              | Concejo         | 50             |
| Senosiáin                    | Senosiain                    | Ollo                 | Concejo         | 39             |
| Señorío de Bertiz            | Señorío de Bertiz            | Bértiz-Arana         | Señorío         | 5              |
| Señorío de Eraso             | Señorío de Eraso             | Larráun              | Señorío         | 0              |
| Señorío de Sarría            | Señorío de Sarría            | Puente la Reina      | Señorío         | 0              |
| Señorío de Villanueva        | Señorío de Villanueva        | Puente la Reina      | Señorío         | 0              |
| Sorauren                     | Sorauren                     | Ezcabarte            | Concejo         | 193            |
| Subiza                       | Subiza                       | Galar                | Concejo         | 191            |
| Sumbilla                     | Sunbilla                     | Sumbilla             | Villa           | 460            |
| Suro                         | Suro                         | Arano                | Caseríos        | 0              |
| Suspela                      | Suspela                      | Vera de Bidasoa      | Barrio          | 64             |
| Suspela Este                 | Suspelttiki                  | Vera de Bidasoa      | Barrio          | 115            |
| Tartazu                      | Tartazu                      | Goizueta             | Barrio          | 12             |
| La Tejería                   | Telleria                     | Urdax                | Barrio          | 19             |
| Tipúlaz                      | Tipulatze                    | Bértiz-Arana         | Barrio          | 17             |
| Tirapu                       | Tirapu                       | Tirapu               | Lugar           | 57             |
| Torrano                      | Dorrao/Torrano               | Ergoyena             | Concejo         | 110            |
| Ubani                        | Ubani                        | Zabalza              | Concejo         | 138            |
| Úcar                         | Úcar                         | Úcar                 | Lugar           | 191            |
| Udave                        | Udabe                        | Basaburúa Mayor      | Lugar           | 52             |
| Ulzurrun                     | Ultzurrun                    | Ollo                 | Concejo         | 81             |
| Unanua                       | Unanua                       | Yanci                | Barrio          | 43             |
| Unanua                       | Unanu                        | Ergoyena             | Concejo         | 96             |
| Undiano                      | Undiano/Undio                | Cizur                | Concejo         | 197            |
| Unzu                         | Unzu                         | Juslapeña            | Concejo         | 34             |
| Urdax                        | Urdazubi/Urdax               | Urdax                | Villa           | 81             |
| Urdiáin                      | Urdiain                      | Urdiáin              | Lugar           | 677            |
| Urrasun                      | Urrasun                      | Baztán               | Barrio          | 23             |
| Urriza                       | Urritza                      | Imoz                 | Concejo         | 40             |
| Urrizola                     | Urritzola                    | Araquil              | Concejo         | 20             |
| Urrizola-Galáin              | Urritzola-Galain             | Ulzama               | Concejo         | 62             |
| Urrizoquieta                 | Urritzokieta                 | Echalar              | Barrio          | 68             |
| Urroz de Santesteban         | Urrotz                       | Urroz de Santesteban | Lugar           | 179            |
| Urrutiña                     | Urrutiña                     | Erasun               | Aldea           | 0              |
| Urrutiña                     | Urrutiña                     | Saldías              | Caseríos        | 0              |
| Urumea                       | Urumea                       | Arano                | Caseríos        | 0              |
| Usi                          | Usi                          | Juslapeña            | Lugar           | 39             |
| Uterga                       | Uterga                       | Uterga               | Lugar           | 172            |
| Uztegui                      | Uztegi                       | Araiz                | Concejo         | 61             |
| Vera de Bidasoa              | Bera/Vera de Bidasoa         | Vera de Bidasoa      | Villa           | 3034           |
| Vidaurreta                   | Bidaurreta                   | Vidaurreta           | Lugar           | 160            |
| Villanueva de Araquil        | Hiriberri/Villanueva         | Araquil              | Concejo         | 141            |
| Villava                      | Villava <> Atarrabia         | Villava              | Villa           | 10 211         |
| Yábar                        | Ihabar                       | Araquil              | Concejo         | 122            |
| Yaben                        | Ihaben                       | Basaburúa Mayor      | Concejo         | 53             |
| Yanci                        | Igantzi                      | Yanci                | Villa           | 247            |
| Zabalza                      | Zabalza                      | Zabalza              | Concejo         | 56             |
| Zala                         | Zala                         | Lesaca               | Barrio          | 34             |
| Zaláin                       | Zalain                       | Vera de Bidasoa      | Barrio          | 110            |
| Zaláin                       | Zalain Zoko                  | Lesaca               | Barrio          | 44             |
| Zamarce                      | Zamartze                     | Huarte-Araquil       | Caseríos        | 0              |
| Zandio                       | Zandio                       | Oláibar              | Lugar           | 17             |
| Zariquiegui                  | Zariquiegui                  | Cizur                | Concejo         | 173            |
| Zarranz                      | Zarrantz                     | Imoz                 | Concejo         | 14             |
| Zizur Mayor                  | Zizur Mayor <> Zizur Nagusia | Zizur Mayor          | Lugar           | 14 253         |
| Zozaya                       | Zozaia                       | Baztán               | Barrio          | 34             |
| Zuasti                       | Zuasti                       | Iza                  | Lugar           | 411            |
| Zuastoy de Azpilcueta        | Zuaztoi                      | Baztán               | Barrio          | 41             |
| Zuazu                        | Zuhatzu                      | Araquil              | Concejo         | 37             |
| Zubieta                      | Zubieta                      | Zubieta              | Villa           | 282            |
| Zugarramurdi                 | Zugarramurdi                 | Zugarramurdi         | Lugar           | 170            |